# Privacy Badger
Privacy Badger é uma extensão de navegador gratuita para para Google Chrome, Mozilla Firefox e Opera criado pelo Electronic Frontier Foundation (EFF).

## Descrição
A EFF descreve-o da seguinte forma: “Se um anunciante parece estar a segui-lo em vários sítios Web sem o seu consentimento, o Privacy Badger bloqueia automaticamente as tentativas do anunciante, impedindo o carregamento de mais conteúdos no seu navegador. Para o anunciante, é como se o utilizador tivesse desaparecido subitamente”.

## História
A versão alfa foi lançada em 1 de maio de 2014, seguida de uma versão beta em 21 de julho de 2014. Em abril de 2017, a EFF anunciou que o Privacy Badger tinha ultrapassado um milhão de utilizadores.